# 尼库绍尔·埃沙努
尼库绍尔·埃沙努（羅馬尼亞語：Nicușor Eșanu，1954年12月12日—），罗马尼亚男子皮划艇运动员。他曾代表罗马尼亚参加1976年和1980年夏季奥林匹克运动会皮划艇比赛，其中1980年奥运会获得一枚银牌。